# Ford Transit Connect
Il Ford Transit Connect è un veicolo commerciale leggero prodotto dalla casa automobilistica americana Ford in Europa a partire dall'inizio del 2002. Alla fine del 2012 è stata presentata la seconda generazione che entra in produzione nel primo trimestre del 2013. Rappresenta la versione compatta e cittadina della gamma Transit ed è basato sulla piattaforma della Ford Focus.
Il Tourneo Connect invece rappresenta la versione monovolume del Transit Connect, omologata a 5 o 7 posti, dal quale riprende dalla versione commerciale il design e le motorizzazioni.

## Prima generazione (2002-2013)

### Esordio
Progettato da Peter Horbury il Transit Connect è un furgone compatto che viene realizzato sul pianale C170 della prima serie della Focus come erede del vecchio modello Courier a sua volta derivato dalla Fiesta; l'utilizzo del pianale della Focus ha permesso di ottenere un veicolo più grande e spazioso con una carrozzeria più moderna e non col vano di carico cubico privo di porte laterali come sulla vecchia Courier. Inoltre è stata progettata anche una versione dal passo allungato con vano di carico ancor più grande. La presentazione del modello avviene nel 2002 con inizio della produzione nel primo trimestre del 2003 presso lo stabilimento Ford-Otosan di Gölcük, vicino Kocaeli in Turchia; successivamente dal 2009 la Ford avvia la produzione anche nello stabilimento di Craiova in Romania. Il Transit Connect viene eletto Van of the Year nel 2003. In contemporanea al debutto del Transit Connect avviene anche la presentazione della versione monovolume denominata Tourneo Connect.
Il Transit/Tourneo Connect va ad inserirsi nel segmento dei furgoni compatti, concorrente di modelli come il Citroën Berlingo, il Fiat Doblò e il Peugeot Ranch.

### Esterni ed interni

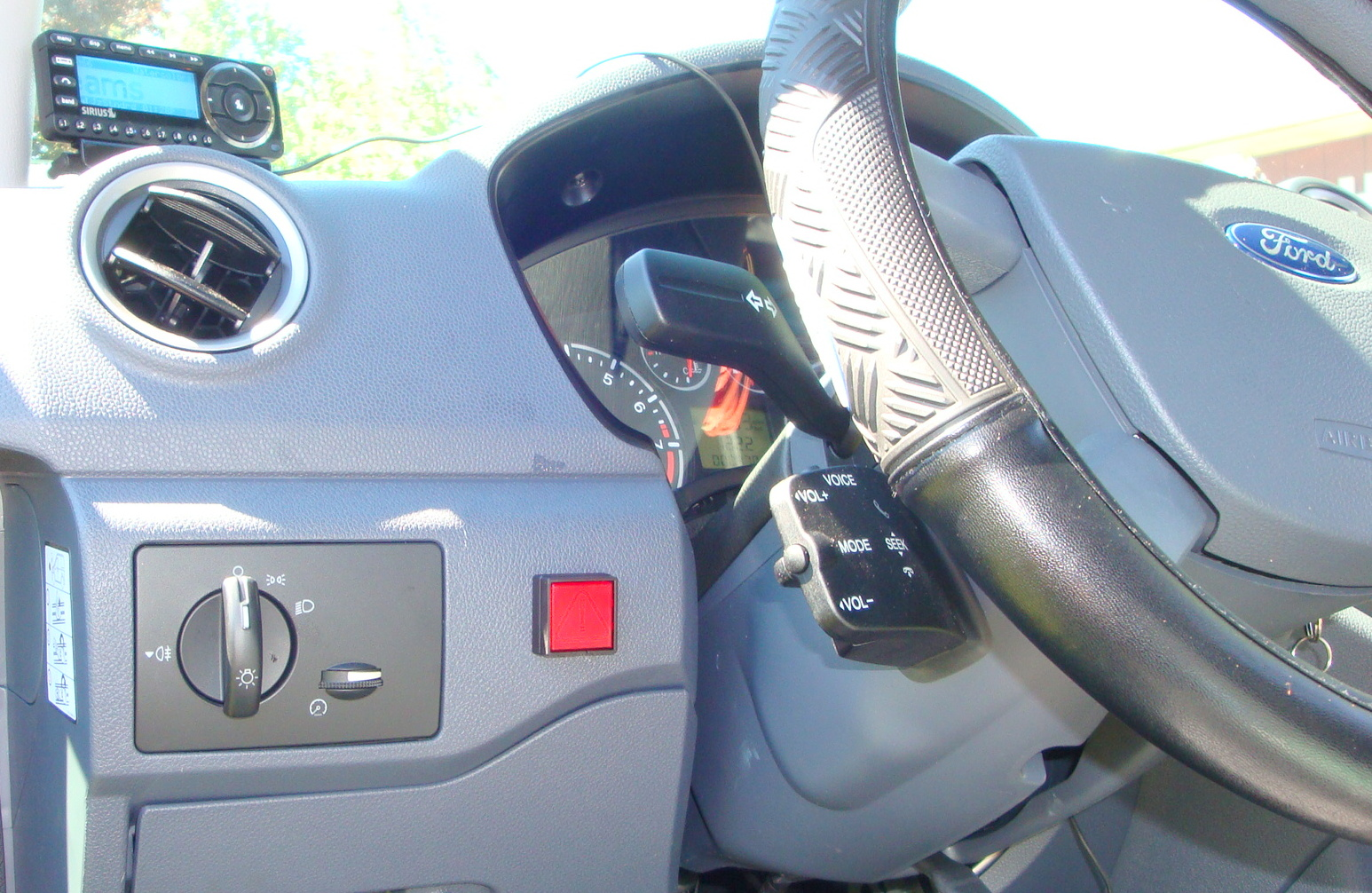
Dettaglio del posto guida di un Ford Transit Connect

Pur trattandosi di un furgone compatto lo stile richiama il design New Edge adottato per le autovetture della filiale europea Ford; il design si ispira a modelli come la Focus seconda serie, la C-Max e la Fiesta con grandi fanali a trapezio, mascherina sottile e ampi fascioni mentre nella fiancata i sottili montanti hanno permesso di ottenere dei finestrini laterali molto ampi che discendono verso il basso per aumentare la visibilità. La coda verticale presenta piccoli fari rettangolari con ante del baule apribili ad armadio oppure portellone classico apribile verso l'alto disponibile sulla versione monovolume Tourneo Connect. Sia il Transit che il Tourneo Connect sono lunghi 4,29 metri nella versione a passo corto e 4,55 in versione a passo lungo.
Gli interni presentano una plancia adeguata alle caratteristiche di questo furgone con materiali di qualità discreta e finiture di qualità maggiore con inserti in plastica stile alluminio disponibili solo sui modelli di punta e sulla Tourneo Connect. L'abitacolo può ospitare da due a tre persone davanti oppure sono disponibili le versioni con le panchette posteriori con configurazione fino a 7 posti.

### Motori
I motori previsti sono due, uno a benzina e uno a gasolio proposto in vari step e dotati di cambio manuale a cinque rapporti:
- 2.0 Duratec da 115 CV;
- 1.8 TDCI da 75 CV;
- 1.8 TDCI da 90 CV;
- 1.8 TDCI da 110 CV;

Il motore 1.8 Duratorq TDCI (codice DLD-418) è un quattro cilindri common rail che rispettava la norma antinquinamento Euro 3 ed è stato riomologato con l'entrata della normativa Euro 4 e successivamente Euro5 per mezzo dell'adozione del filtro antiparticolato (DPF).
Il motore 2.0 Duratec a benzina 16 valvole è stato proposto anche con impianto a gas GPL in alcuni paesi dell'Europa, negli Stati Uniti questo motore era abbinato ad un cambio automatico a 4 rapporti.
Una variante con motore elettrico è entrata in produzione presso lo stabilimento in Turchia nel dicembre del 2010 e venduta soltanto nel Nord America per le flotte e gli enti privati: era realizzata insieme alla Azure Dynamics ed era equipaggiata con un motore elettrico Samsung in grado di erogare un picco di 235 Nm e batterie agli ioni di litio prodotte da Saft da 28 kWh. La Ford dichiarava prestazioni pari a 120 km/h di velocità massima, 0–100 km/h in 12 secondi e circa 130 km di autonomia. Il tempo di ricarica era pari a 6-8 ore da presa da 220 volt.

## Seconda generazione (2013-2021)
La seconda generazione del Transit Connect è stata presentata in anteprima il 6 settembre 2012 ad Amsterdam e le vendite in Europa partono dalla fine del 2013. Si tratta di un modelli totalmente nuovo realizzato sulla nuova piattaforma Global C a trazione anteriore comune alla Ford Focus terza serie e alla seconda serie di Ford C-Max e adotta il nuovo linguaggio stilistico Kinetic Design. Le sospensioni anteriori sono di tipo indipendenti con schema MacPherson mentre le posteriori sono interconnesse ad assale torcente con barra stabilizzatrice.

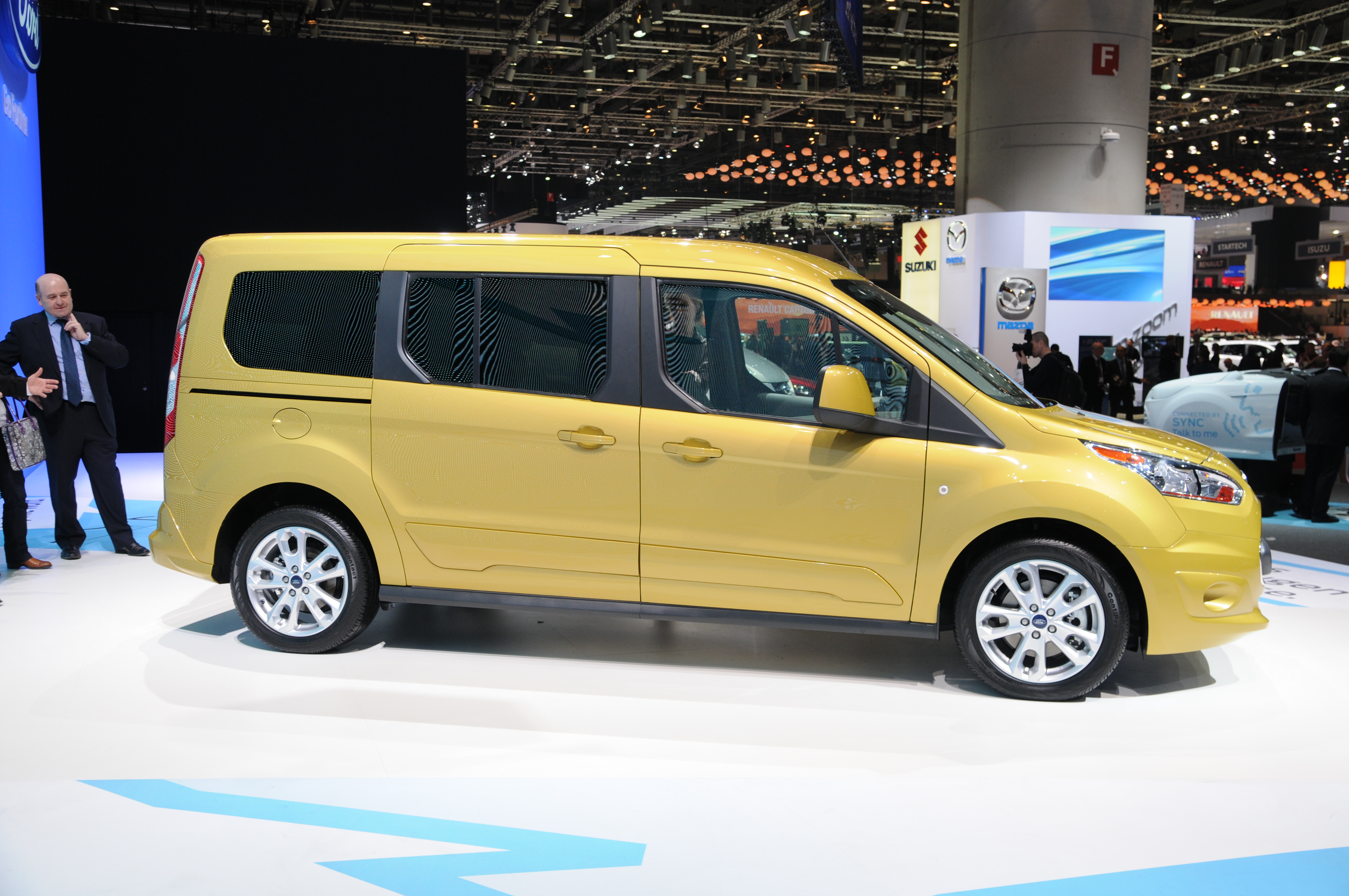
Il Tourneo Connect

Viene proposto in due lunghezze, passo standard da 2,660 metri e carrozzeria lunga 4,420 metri con vano di carico da 2,9 m³ e passo lungo da 3,06 metri con carrozzeria lunga 4,820 metri e vano di carico da 3,6 m³. Inoltre offre la possibilità di rimuovere il sedile passeggero per ottenere ulteriori 0,8 m³ di carico.
Come avviene per tutta la gamma Transit la versione passeggeri viene venduta come Tourneo Connect ed è disponibile con abitacolo a 5 o 7 posti nelle varianti a passo corto e lungo. La produzione viene spostata nello stabilimento di Valencia, in Spagna e viene esportato in tutto il mondo compreso gli Stati Uniti dove per evitare la tassa del 25% sugli autocarri importati, tutti i furgoni venduti negli Stati Uniti sono spediti nella versione passeggeri, e in seguito vengono rimossi i sedili posteriori e i vetri per essere convertiti in furgoni cargo prima della consegna.
Al debutto era disponibile con una gamma motori composta dal tre cilindri 1.0 turbo benzina EcoBoost da 100 cavalli con Stop&Start accoppiato al cambio manuale a 6 rapporti, 1.6 turbo benzina EcoBoost da 150 cavalli con cambio automatico SelectShift a sei rapporti, e diesel 1.6 TDCi Duratorq DLD-416 nelle versioni da 75 e 95 cavalli (cambio manuale a 5 rapporti) e 115 cavalli (cambio manuale a 6 rapporti).
Nel settembre 2013 inoltre viene eletto “International Van of the Year 2014”.
Nel luglio 2015 viene presentata la gamma Model Year 2016 europea che introduce nuovi dispositivi di sicurezza stradale come il riconoscimento dei segnali stradali, mantenimento attivo della corsia, frenata automatica d’emergenza in caso di ostacolo, chiave programmabile MyKey che imposta alcune funzioni a seconda del guidatore come velocità massima, temperatura del climatizzatore o volume dell’autoradio, nuovo sistema di infotainment SYNC con comandi vocali avanzati. La gamma motori si arricchisce del 1.5 TDCI diesel (DLD-415) omologato Euro 6 che gradualmente sostituirà entro la primavera 2016 il vecchio 1.6 TDCI. Il nuovo 1.5 eroga 75 e 100 cavalli e rispettivamente 220 e 250 Nm di coppia massima accoppiato ad un cambio manuale a 5 rapporti, la versione top di gamma più potente introdotta nel 2016 eroga 120 cavalli e 270 Nm di coppia ed è accoppiata sia ad un cambio manuale a 6 rapporti che automatico a doppia frizione Powershift a 6 rapporti.

### Restyling 2018

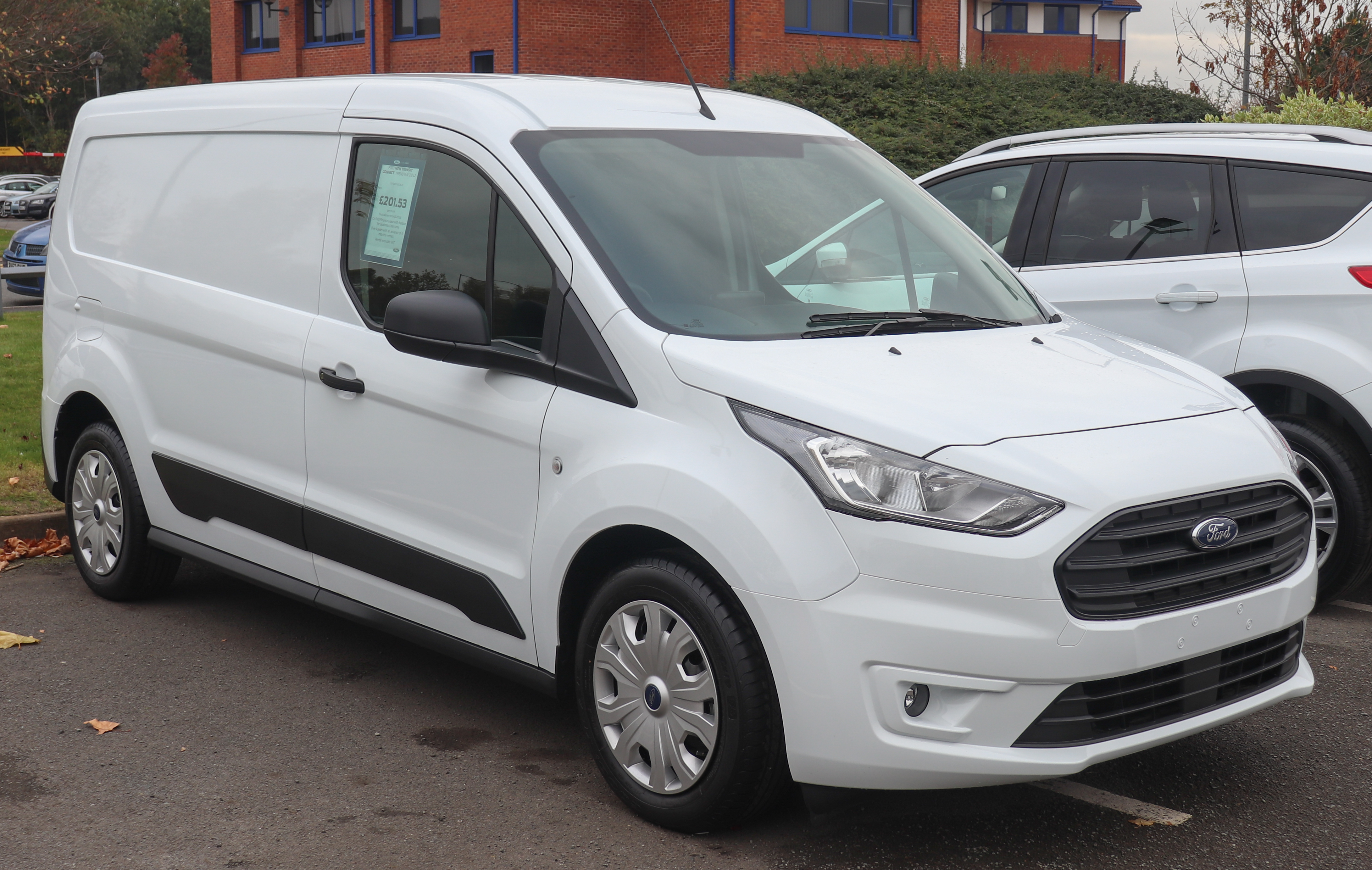
Il Transit Connect dopo il restyling 2018

Nel gennaio 2018 Ford presenta il restyling del Transit/Tourneo Connect sia nella versione europea che americana. Lo stile non viene modificato, la novità sono solo i nuovi fanali più sottili allo Xenon con luci diurne a LED e la nuova calandra esagonale leggermente più grande. Internamente viene introdotto il nuovo impianto multimediale touchscreen da 6.0 pollici stile tablet con connettività SYNC 3 e possibilità di avere Android Auto o Apple CarPlay.
La gamma motori si aggiorna con il nuovo benzina 1.0 tre cilindri turbo EcoBoost modificato nella testata e negli iniettori con possibilità di disattivazione di un cilindro nella modalità “eco”, la gamma diesel invece presenta il nuovo 1.5 EcoBlue 8 valvole che eroga 75, 100 e 120 cavalli (la versione da 75 cavalli disponibile solo sui Van base). Tutti i motori sono ora omologati Euro 6D-Temp e accoppiati al cambio manuale a sei rapporti e solo il diesel anche ad un nuovo automatico a otto rapporti. Tra i dispositivi di sicurezza viene introdotto un radar più avanzato in grado di arrestare il veicolo con rilevamento angolo cieco e pedoni, regolatore velocità di crociera, sistema di stabilizzazione laterale in caso di forte vento e parcheggio automatico.
Nel Nord America le modifiche sono le stesse della versione europea con la differenza che alla gamma si aggiunge il 2.0 benzina aspirato ad iniezione diretta erogante 164 cavalli abbinato allo Stop&Start e ad una trasmissione automatica SelectShift a otto rapporti e nell’impianto multimediale com schermo touchscreen da 6.5 pollici. Nei piani della Ford vi era l’importazione in America anche della versione 1.5 diesel ma a causa del crollo delle vendite del modello tale versione venne cancellata.
Nel luglio 2020 viene presentata la nuova gamma che porta al debutto l’inedito allestimento Active stile crossover SUV con assetto rialzato (24 mm nella parte anteriore e di 9 mm nella parte posteriore), e optional per il 1.5 EcoBlue diesel a cambio manuale il differenziale a slittamento limitato mLSD sviluppato con Quaife. Esteticamente presenta lo scudo paracolpi in plastica anteriore e posteriori nei paraurti, passaruota in plastica grezza e cerchi in lega da 17 pollici specifici.

## Terza generazione (dal 2021)

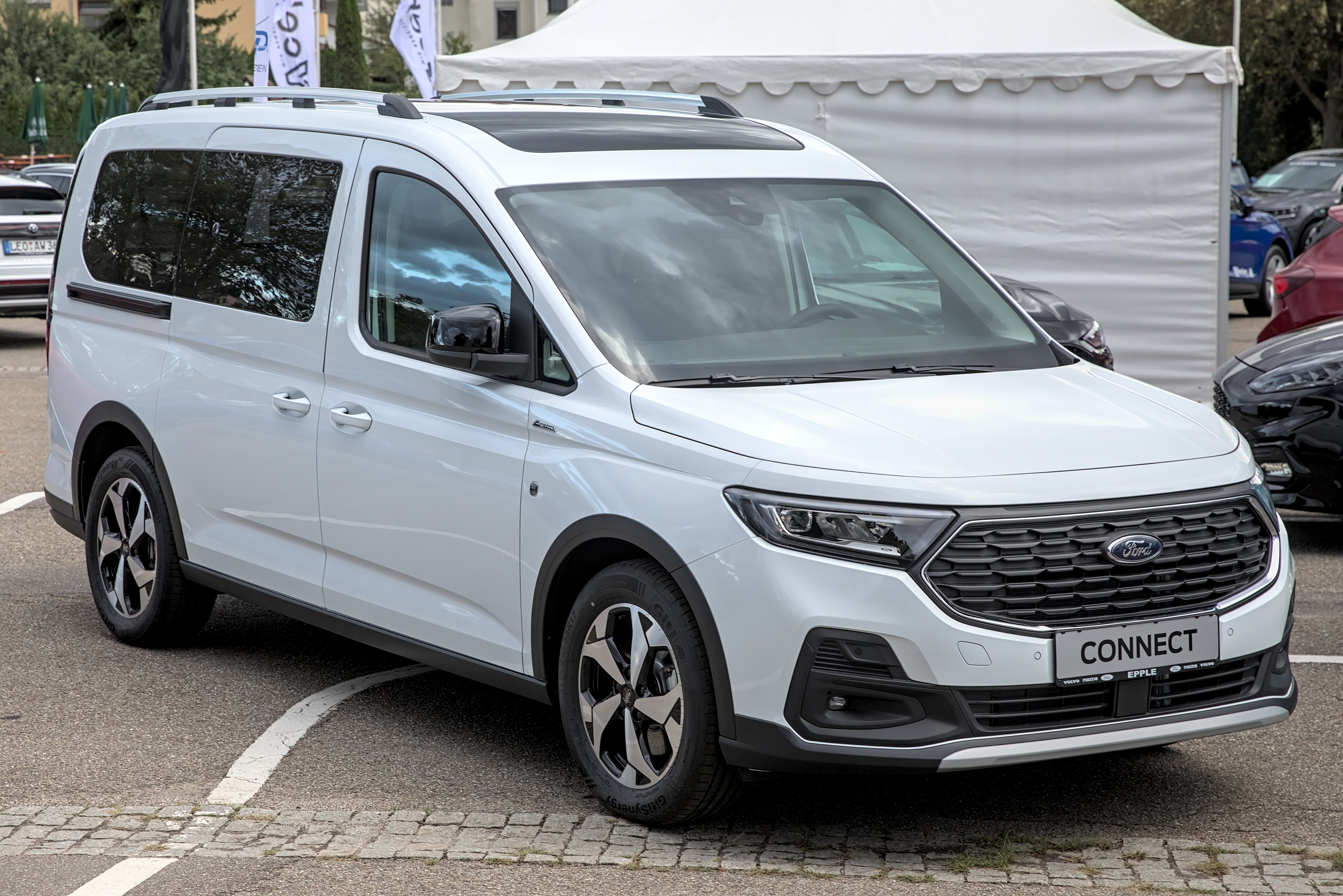
Ford Tourneo Connect (3 generazione)

Il Tourneo Connect di terza generazione per il mercato europeo è stato rilasciato nell'ottobre 2021 come Volkswagen Caddy di quarta generazione rinominato e rinnovato.